# Bhīma

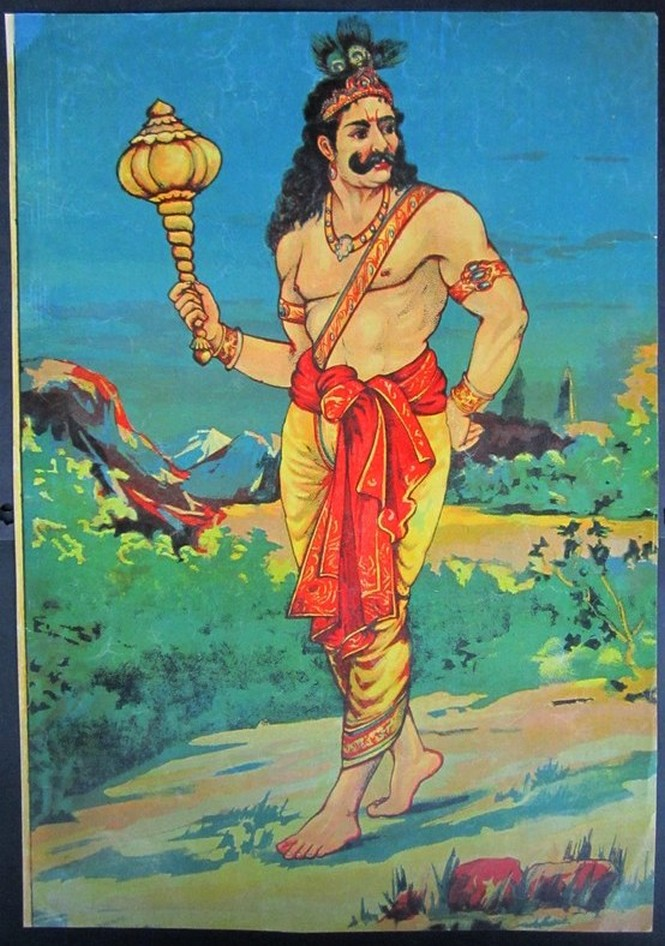
Cromolitografia di Bhīma di Raja Ravi Varma

Bhīma (in sanscrito भीम) è un eroico guerriero, a volte chiamato anche Bhīmasena (in sanscrito भीमसेन, in quanto potente come un intero sena, cioè un esercito), la cui storia è narrata nel poema epico del Mahābhārata.
Figlio di Kunti e del re Pandu, Bhima è il secondo dei fratelli Pāṇḍava; effettivamente, però, egli deve la propria paternità a Vāyu (dio del vento), in quanto Pandu, legittimo erede al trono di Bhārata, non poteva generare figli a causa di una maledizione.
Essendo figlio del Deva del vento, si distinse dai fratelli per la sua grande statura e la sua forza immensa. Onorabile, anche se avventato e irascibile, era conosciuto come l'uomo più forte dei tre mondi (paradiso, terra e inferno), ed era rivale diretto di Duryodhana per il titolo di guerriero più abile nell'uso della mazza. Amante della lotta e dei combattimenti sanguinari, difficilmente poteva essere ferito in battaglia. Era in grado di rovesciare elefanti con un pugno, e causare terremoti semplicemente colpendo la terra con i piedi.
Sposò Draupadī insieme ai suoi fratelli. Visse per un certo periodo nella foresta insieme alla rākṣasī Hidimba, che sposò dopo aver ucciso il suo fratello Hidimbi in un duello, e da cui ebbe un figlio, il potente Ghaṭotkaca.
Bhīma è famoso per aver ucciso tutti i 100 principi Kurava (oltre alla maggior parte del loro esercito) durante la guerra di Kurukṣetra, adempiendo così ad un voto che aveva pronunciato quando, 13 anni prima, i malvagi cugini avevano ingannato ed umiliato i Pāṇḍava e la loro moglie Draupadī.